# Plectrophora iridifolia
Plectrophora iridifolia är en orkidéart som först beskrevs av Conrad Loddiges och John Lindley, och fick sitt nu gällande namn av Hendrik Charles Focke. Plectrophora iridifolia ingår i släktet Plectrophora och familjen orkidéer. Inga underarter finns listade i Catalogue of Life.

## Bildgalleri

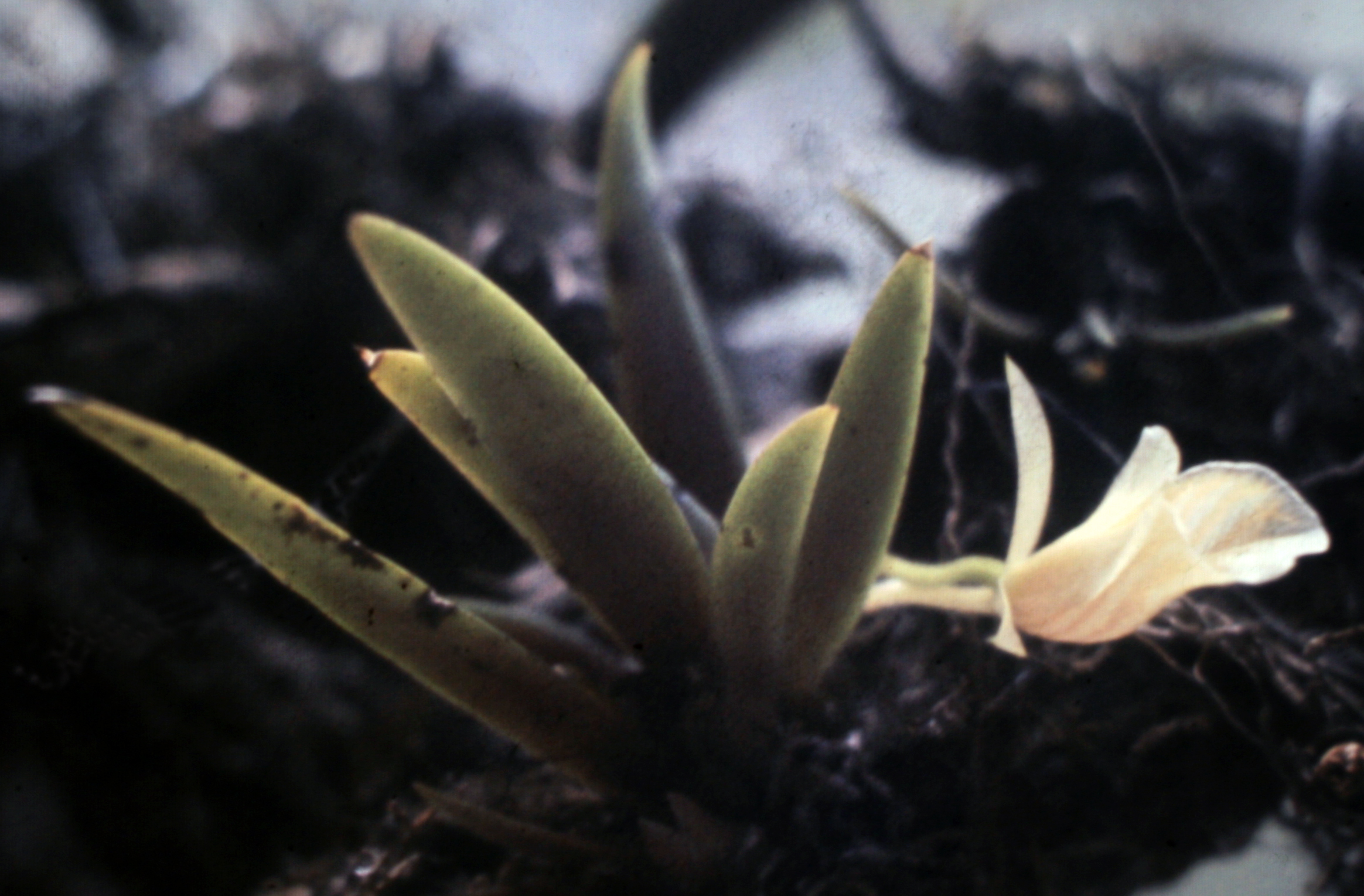
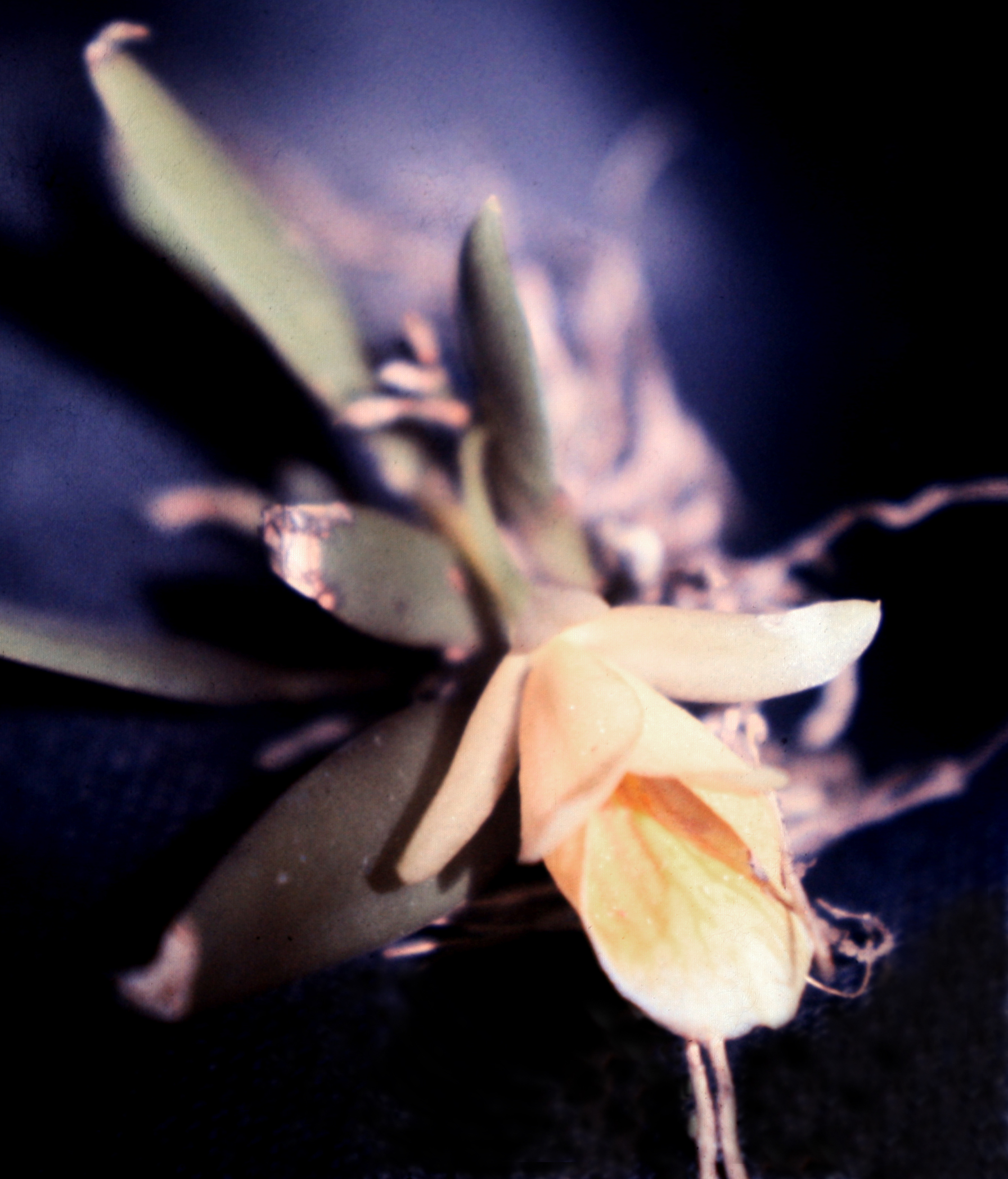